# 美貌のメス 脳神経外科医・津山慶子
『美貌のメス 脳神経外科医・津山慶子』（びぼうのメス のうしんけいげかい つやまけいこ）は、2007年2月13日に日本テレビ系の「火曜ドラマゴールド」で放送されたテレビドラマ。原作は門田泰明『美貌のメス』。主演は藤原紀香。

## 出演
- 津山慶子：藤原紀香
- 真壁大悟：杉本哲太
- 後藤克己：石井正則
- 原島文明：螢雪次朗
- 久本ヤエ：山口美也子
- 津山一郎：河原さぶ
- 津山加代：山田スミ子
- 倉木雅之：石井愃一
- 斉藤：寺尾繁輝
- 望月実：岡本光太郎
- 望月泰子：舟木幸
- 加納詩織：渚アキ
- 原島イサム：阿久津賀紀
- 望月真由美：山口愛
- 加納彩：岩本千波
- 本間達夫：京本政樹
- 清野修次郎：宇津井健

## スタッフ
- 原作：門田泰明「美貌のメス」
- 脚本：川嶋澄乃
- 監督：本橋圭太
- プロデューサー：西牟田知夫（日本テレビ）、菅井敦（ホリプロ）、槙哲也（ホリプロ）、梶野祐司（ホリプロ）
- 協力プロデューサー：前田伸一郎（日本テレビ）
- 医療監修：渡辺英寿（学校法人 自治医科大学 社団法人 日本脳神経外科学会）

| スタブアイコン | サブスタブ | この項目は、まだ閲覧者の調べものの参照としては役立たない、テレビ番組に関連した書きかけの項目です。この項目を加筆・訂正などしてくださる協力者を求めています（P:テレビ/PJ:放送または配信の番組）。 |